# Emi Maria

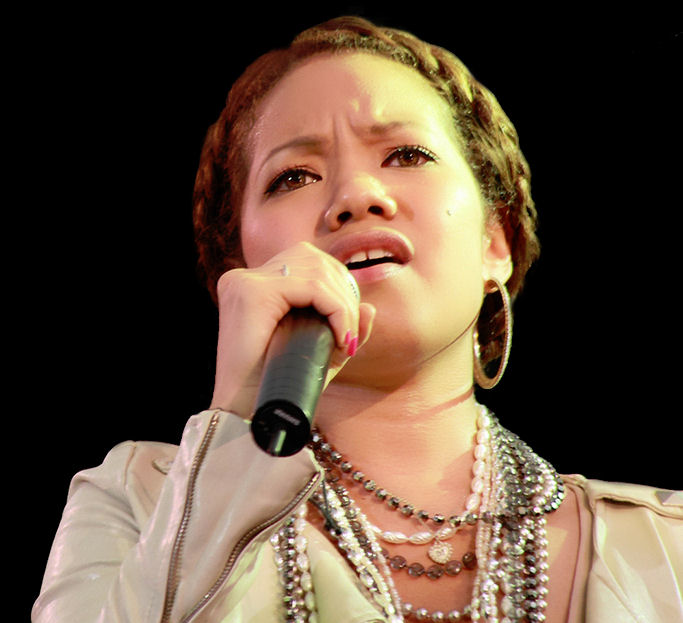
Emi Maria (2009)

Emi Maria (Eigenschrift: EMI MARIA) (jap. エミ・マリア) (* 9. Juni 1987 in Papua-Neuguinea) ist eine japanische R&B-Sängerin und Songwriterin.

## Leben und Karriere
Maria wurde in Papua-Neuguinea, woher ihr Vater stammt, geboren; ihre Mutter ist Japanerin ist. Die ersten fünf Jahre ihres Lebens verbrachte sie in Papua-Neuguinea, danach zog sie mit ihrer Familie nach Kōbe, das in Japan liegt.
Das erste Mal hörte Emi R&B im Alter von sechs Jahren durch ihre Schwester, die gerne Artisten wie Janet Jackson, Michael Jackson und Joel Hailey gehört hatte. Davon inspiriert, begann sie im frühen Alter in der Schule, ihre eigenen Lieder zu schreiben. In der späteren Schulzeit fing sie an, ihre ersten Musikstücke auch zu produzieren. Im Jahre 2006 nahm sie an der MTV Star Tour teil und hatte Auftritte in der Kinki-Region. Ein Jahr später bekam sie immer mehr Kollaborationsangebote und war auf verschiedenen Alben japanischer Urban-Artisten gesanglich vorhanden.
Am 24. Oktober 2007 veröffentlichte sie ihr erstes Extended Play, unter dem Namen Between the Music, und gründete gleichzeitig, für sich selbst, ihr eigenes Musik-Label, das sie Freest Inc. genannt hat. Ihre erste Single, I Gotta (Summer Kiss), folgte schon im August 2008.
Doch durch die Rückschläge unterschrieb sie einen Plattenvertrag bei Victor Entertainment, wo sie ihre Single One Way Love veröffentlichte. Ihre erste Single Show Me Your Love, bei der neuen Plattenfirma, im CD-Format, veröffentlichte Emi 2010. Anschließend veröffentlichte sie auch ihr zweites Studioalbum, welches sie Contrast genannt hatte.
Am 7. April 2012 verkündete Emi Maria, dass sie schwanger sei und den Rapper Seeda heiraten werde.

## Diskografie

### Alben
| Jahr | Titel              | Höchstplatzierung, Gesamtwochen, AuszeichnungChartsChartplatzierungen (Jahr, Titel, Platzierungen, Wochen, Auszeichnungen, Anmerkungen) | Anmerkungen                                |
| Jahr | Titel              | JP | Anmerkungen                                |
| ---- | ------------------ | --- | ------------------------------------------ |
| 2007 | Between the Music  | — | Erstveröffentlichung: 24. Oktober 2007 EP  |
| 2008 | A Ballad of My Own | JP44 (5 Wo.)JP | Erstveröffentlichung: 5. November 2008     |
| 2010 | Contrast           | JP50 (6 Wo.)JP | Erstveröffentlichung: 3. März 2010         |
| 2010 | Cross Over         | JP166 (1 Wo.)JP | Erstveröffentlichung: 17. November 2010 EP |
| 2011 | Blue Bird          | JP151 (2 Wo.)JP | Erstveröffentlichung: 9. März 2011         |
| 2014 | In My World        | JP296 (1 Wo.)JP | Erstveröffentlichung: 5. Februar 2014      |
| 2015 | Euphoria           | — | Erstveröffentlichung: 20. Mai 2015         |

### Singles
| Jahr | Titel Album                              | Höchstplatzierung, Gesamtwochen, AuszeichnungChartsChartplatzierungen (Jahr, Titel, Album, Platzierungen, Wochen, Auszeichnungen, Anmerkungen) | Anmerkungen                            |
| Jahr | Titel Album                              | JP | Anmerkungen                            |
| ---- | ---------------------------------------- | --- | -------------------------------------- |
| 2008 | I Gotta (Summer Kiss) A Ballad of My Own | — | Erstveröffentlichung: 9. Juli 2008     |
| 2010 | Show Me Your Love Contrast               | JP141 (1 Wo.)JP | Erstveröffentlichung: 17. Februar 2010 |

## Lieder
- Geordnet nach Veröffentlichung

1. Iensai Kotoba (いえないことば)
2. Keep Going
3. Missin’
4. Let Me Love U
5. Urban Story (アーバン・ストリート)
6. Which
7. I Gotta: Summer Kiss
8. For U
9. Drive
10. Ai to Yume no Ai da de (愛と夢のあいだで)
11. Ms. DJ
12. Glitter
13. A x H x O
14. Boyfriend (ボーイフレンド)
15. Girl Standing Strong
16. Ame (雨)
17. A Ballad of My Own
18. I Gotta: Winter Kiss
19. Love: Tsunaide te (つないだ手)
20. One Way Love
21. Show Me Your Love
22. Focus on Me
23. Call Me
24. Change My Life
25. Get on My Bus: Demo It’s Alright (でも)
26. S-Girl
27. So Stupid
28. Merry-Go-Round (メリーゴーランド)
29. Unmei ni Hagurenai Yō ni (運命にはぐれないように)
30. Have You Ever
31. Summer Night Bxxxh
32. Mr. Alien
33. Mirror
34. Nobody like You
35. A.S.A.P.: Ima Sugu ni Kaketsukete (今すぐに駆けつけて)
36. Scream My Name
37. 3 O’Clock in the Morning
38. Sonna Kaze ni Ikite Kita Dake (そんな風に生きて来ただけ)
39. Blue Bird
40. Sexiest Girl
41. Cotton Candy
42. Forever Love (フォーエバー・ラブ)
43. Soulmate (ソウルメイト)
44. O-Y-A-S-U-M-I
45. Proud
46. Carry on My Way
47. Dance in the World
48. Waiting for You
49. You’re My Everything
50. Heaven
51. Silent
52. Sweet Memories
53. I Love You
54. Perf Girls Love Selfie (Perfect Girls)
55. One of Them
56. I Am Water
57. Sleep No More
58. Tokyo
59. Kono Machi de Deatta (この街で出逢って)
60. Island Girl
61. Girl like Gangsta
62. In Your T-Shirt
63. Baby Halo
64. Angels
65. Tonight
66. Breathe Again
67. Fire
68. Myself Again
69. Lost in Tokyo
70. Remember

- Cover

1. The Greatest Love of All (original von Whitney Houston)

- Zusammenarbeiten

1. 2 My Fans (mit 10for Efdee und Kayzabro)
2. Sky 55 (mit L-Vokal)
3. Flash (mit DJ Komori und Chie)
4. Luv Is... (mit Jay’ed)
5. Wisdom (mit Seeda und Ill-Bosstino)
6. We Standing Strong (mit Jay’ed)
7. Darknessworld (mit Hannya)
8. 91 (mit Seeda)
9. Bad Bitch (mit Lamo a.k.a. Amanchu und Kitchen K)

- Übergänge

1. Cross Over: Interlude
2. Mistery Circle: Interlude